# ブレトワルダ
ブレトワルダ (Bretwalda) は、アングロサクソン社会の称号のひとつで、イングランドの七王国時代、アングロサクソン諸国の中でも最も勢力の強かった王のことを意味したと考えられている。上王や大王、覇王などと訳される。

## 概説
『ブレトワルダ』の名は9世紀後半に編纂されたアングロサクソン年代記の827年の項目に初めてその名が見られる、ほぼ同じ人選が8世紀のノーサンブリアの学者ベーダの著作にも見受けられている。

「827年、この年、冬の中間の日のミサの夜に皆既月食あり。そして同年エグバード王がマーシア王国を征服、ハンバー川より南を平らげ、ブリテン島の全ての上に立つ。南サクソンのエラはかくも大きな領土を得た最初の人物である。2番目は西サクソンのチェウリン、3番目はケント王エゼルベルト、4番目は東アングルのレドワルド、5番目はノーサンブリア人のエドウィン、6番目はオスウィ、その兄弟であり、後継者であった。8番目は西サクソンのエグバードである.....」—アングロサクソン年代記、827年。
『ブレトワルダ』という言葉は何らかの称号を意味し、恐らくは5世紀からのアングロサクソン人の諸国の筆頭としての「覇王」ないし「王の中の王」を意味していると思われるが、厳密に言えばこれも憶測の域を出てはいない。またこの称号が実際に5世紀から使われていたのか、それとも9世紀後半のアングロサクソン年代記の執筆者が創造した単語なのかもはっきりしていない。
一般に語源はアングロサクソン年代記の Bretanwealda とされ、「ブリテン」や「ブリタニア」の意味を含む事から「ブリテンの王」という言葉から来たと考えられているが、一方で、古英語の breotan（＝分配する）が転じ、「広く治める」となったところから起因するという説もある。
ブレトワルダは恐らくはイングランドに覇を唱える人物を意味していたが、実際に書物に書かれたその人選は公平とは言えない。アングロサクソン年代記の書かれたウェセックスや、8世紀の歴史学者ベーダの住んだノーサンブリアは古来マーシアを敵としていたので、7世紀から9世紀にかけてのアングロサクソン社会で「ブレトワルダ」と呼ばれてもよいほど強大な力を有していたはずのマーシアの王（例えばペンダ、オファなど）はブレトワルダとされてはいない。
また、この称号自体が後継者に継承された事も明確な責務があったわけでもない。またブレトワルダの称号が細かな事から成り立った王権を後世に単純化し説明した以上のものであるとは考えにくい。定義は明確にできないでいる。
とはいえ、ブレトワルダと各王の関係と類似の構造は、ブレトワルダに相当する長の権力の強弱の違いこそあれ、中世ヨーロッパの各国に見られる（例：神聖ローマ帝国の皇帝と各領邦君主、ポーランド王国・リトアニア大公国の国王・大公とオルディナトと呼ばれる擬似君主的マグナートのシュラフタ）。

## 用語をめぐる問題
このようにブレトワルダは明確な王の名は出ていながら、その定義に関しては曖昧なため、歴史家たちが実際とは違った意味をこの称号に含ませる事で語弊が生じている。従って『ブレトワルダ』という語は非常に取り扱いに問題のある言葉である。
しかしながら真相に近いところは異なり、ベーダの「イングランド教会史」を基にアングロサクソン年代記を書いた9世紀のウェセックスの年代記者たちは、自らの王のブリテン島全土の宗主たらんとする目的のために、この語を使ったわけではない。
定義がどうであれ、『ブレトワルダ』という言葉は群雄割拠であったこの時代にもブリテン島という地理概念が人々の心に残っていた証に過ぎず、恐らくはこの語はローマ帝国からの『ブリタンニア』という概念の名残にしか過ぎない。その証拠に七王国時代を通じてコインの刻印、勅書に刻まれる称号は Rex Britanniae（ブリテンの王）であったが、時代が変わりイングランドが統一されかけると Rex Angulsaxonum（アングロサクソンの王）へと変貌している。
時折、『ブレトワルダ』という用語が存在する事により、歴史家たちはブリテン島に覇を唱えた覇王の称号があったのかという幻想に駆られる事がある。この考えは、もしそうならイングランド王朝創設の源流を説明できるという意味で、非常に魅力的なものではあった。
しかしながら20世紀の後半にはこのような見解に果敢に挑む者が現れ、最近の解釈では、ブレトワルダの定義を厳密化する傾向にはない。今ではこの語を、9世紀の年代記の編纂者たちがどのようにそれまでの歴史を解釈し、自らの王をどのように組み込んだかを示す重要な指標としての観点から捉えている。

## 宗主権
何をもって宗主としたかは複雑で、様々な支配と服従の形があった。例えばアングロサクソン社会において、ある王が別の王国を支配下にした場合、それが例えばマーシア王がイースト・アングリアを支配下に置いた時のような場合は、両国の立場は対等であったが、もし、大国マーシアが小国ウィッチェを支配下にした時のように、それが小さな国を支配した場合には必ずしもそうとは言えなかった。7世紀、8世紀を通じてマーシアの勢力はアングロサクソン社会の中で最強であったが、ベーダの記した覇王の列記にはマーシア王は載せられてはいない。ベーダにとってマーシアは自分の故国ノーサンブリアの敵であり、また彼は（異教の）ペンダのようなアングロサクソンに有利に展開していた事も知っていた。そのために実際はペンダが覇王と呼ぶべき力を有していたのにもかかわらず、自らの著作の列記の中でその名を記す事はなかった。同様にウェセックス王のアングロサクソン社会での正当性を正当化するために綴られた（アングロサクソン年代記の中にある）西サクソン王族系譜目録からも強大なマーシア王であったオファも除外されている。

## アングロサクソン年代記とベーダの著作に書かれたブレトワルダ
- エール (サセックス王)
- チェウリン (ウェセックス王)
- エゼルベルト (ケント王)
- レドワルド (イースト・アングリア王)
- エドウィン (ノーサンブリア王)
- オスワルド (ノーサンブリア王)
- オスウィ(ノーサンブリア王)

- エグバート (ウェセックス王)：アングロサクソン年代記のみ羅列